# Дарбридж, Люк
Люк Дарбридж (англ. Luke Durbridge, род. 9 апреля 1991 в Гринмоунт, Западная Австралия, Австралия) — австралийский профессиональный шоссейный и трековый велогонщик, выступающий с 2012 года за команду Mitchelton-Scott. Чемпион мира в командной гонке преследования на треке 2011 года. Трёхкратный Чемпион Австралии на шоссе (2012, 2013 год). Чемпион Океании в групповой гонке 2014 года.   

## Достижения

#### Чемпионаты мира
| Соревнование        | Соревнование | 2012 | 2013 | 2014 | 2015 | 2016 | 2017 | 2018 | 2019 |
| Чемпионат мира      | RR           | —    | —    | —    | НФ   | НФ   | НФ   | —    |      |
| Чемпионат мира      | ITT          | 21   | —    | —    | 20   | 18   | —    | —    |      |
| Чемпионат мира      | ТTT          | 3    | 2    | 2    | 4    | 3    | 5    | 5    |      |
| Чемпионат Океании   | ITT          | —    | —    | 8    | —    | —    | —    | —    |      |
| Чемпионат Океании   | RR           | —    | —    | 1    | —    | —    | —    | —    |      |
| Чемпионат Австралии | ITT          | 1    | 1    | 2    | 4    | —    | 2    | 2    | 1    |
| Чемпионат Австралии | RR           | НФ   | 1    | НФ   | 15   | НФ   | 14   | НФ   | 4    |

#### Выступления
2008
- Чемпионат мира на треке среди юниоров
  - 1-й  Командная гонка
  - 3-й Гонка по очкам
  - 4-й Индивидуальная гонка

2009
- Чемпионат мира на треке среди юниоров
  - 1-й  Мэдисон
  - 2-й Командная гонка
- Чемпионат мира на шоссе среди юниоров
  - 1-й  Индивидуальная гонка

2010
- 1-й на этапе 1 (ТТТ) — Thüringen Rundfahrt der U23
- 2-й — Чемпионат мира U-23 в индивидуальной гонке
- 3-й — Игры Содружества в индивидуальной гонке

2011
- 1-й  — Чемпионат мира U-23 в индивидуальной гонке
- 1-й  — Чемпионат Австралии U-23 в индивидуальной гонке
- 1-й — Чемпионат мира по трековым велогонкам в командной гонке
- 1-й  — Чемпионат Австралии на треке в гонке по очкам
- 1-й — Chrono Champenois
- 1-й в Прологе (ITT) и на этапе 5 — Olympia's Tour

2012
- 1-й  — Чемпионат Австралии в индивидуальной гонке
- 1-й  — Circuit de la Sarthe
  - 1-й на этапе 3 (ITT)
  - 1-й  Молодёжная классификация
- 1-й  — Tour du Poitou-Charentes
  - 1-й на этапе 4 (ITT)
  - 1-й  Молодёжная классификация
- 1-й — Дуо Норман (c Свейн Тафт)
- 1-й в Прологе Критериум Дофине
- 3-й  — Чемпионат мира в командной гонке
- 5-й — Энеко Тур
  - 1-й на этапе 2 (ТТТ)

2013
- 1-й  — Чемпионат Австралии в индивидуальной гонке
- 1-й  — Чемпионат Австралии в групповой гонке
- 1-й — Дуо Норман (c Свейн Тафт)
- 1-й — Bay Classic Series, Portarlington Criterium
- 1-й на этапе 3 (ITT) — Circuit de la Sarthe
- 2-й  — Чемпионат мира в командной гонке
- 6-й — Tour du Poitou-Charentes
- 7-й — Три дня Де-Панне

2014
- 1-й — Чемпионат Океании в групповой гонке
- Джиро д’Италия
  - 1-й на этапе 1 (ТТТ)
  -  Молодёжная майка после 1 этапа
- 2-й  — Чемпионат мира в командной гонке
- 2-й — Чемпионат Австралии в индивидуальной гонке
- 2-й — Три дня Де-Панне

2015
- 1-й на этапе 1(ТТТ) — Джиро д’Италия
- 7-й — Три дня Де-Панне
- 4-й — Чемпионат мира в командной гонке

2016
- 1-й — Дуо Норман (c Свейн Тафт)
- 3-й  — Чемпионат мира в командной гонке
- 6-й — Три дня Де-Панне

2017
- 1-й на этапе 3b — Три дня Де-Панне
- 2-й — Чемпионат Австралии в индивидуальной гонке
- 4-й — Dwars door Vlaanderen
- 4-й — E3 Харелбеке
- 6-й — Страде Бьянке

2018
- 2-й — Чемпионат Австралии в индивидуальной гонке

2019
- Чемпионат Австралии
  - 1-й  в индивидуальной гонке
  - 4-й в групповой гонке

## Статистика выступлений наГранд Турах
| Гранд-Тур       | 2013 | 2014 | 2015 | 2016 | 2017 | 2018 |
| --------------- | ---- | ---- | ---- | ---- | ---- | ---- |
| Джиро д'Италия  | 142  | НФ   | 109  | —    | —    | —    |
| Тур де Франс    | —    | 122  | 151  | 112  | НФ   | 118  |
| Вуэльта Испании | —    | —    | —    | —    | —    | —    |

| - Тур де Франс - Участие:5 - 2014: 122 - 2015: 151 - 2016: 112 - 2017: сход на этапе 2 - 2016: 118 | - Джиро д'Италия - Участие:3 - 2013: 142 - 2014: сход на этапе 11; Победа на этапе 1 (ТТТ) - 2015: 109; Победа на этапе 1 (ТТТ) |